# 若木 (中国神話)

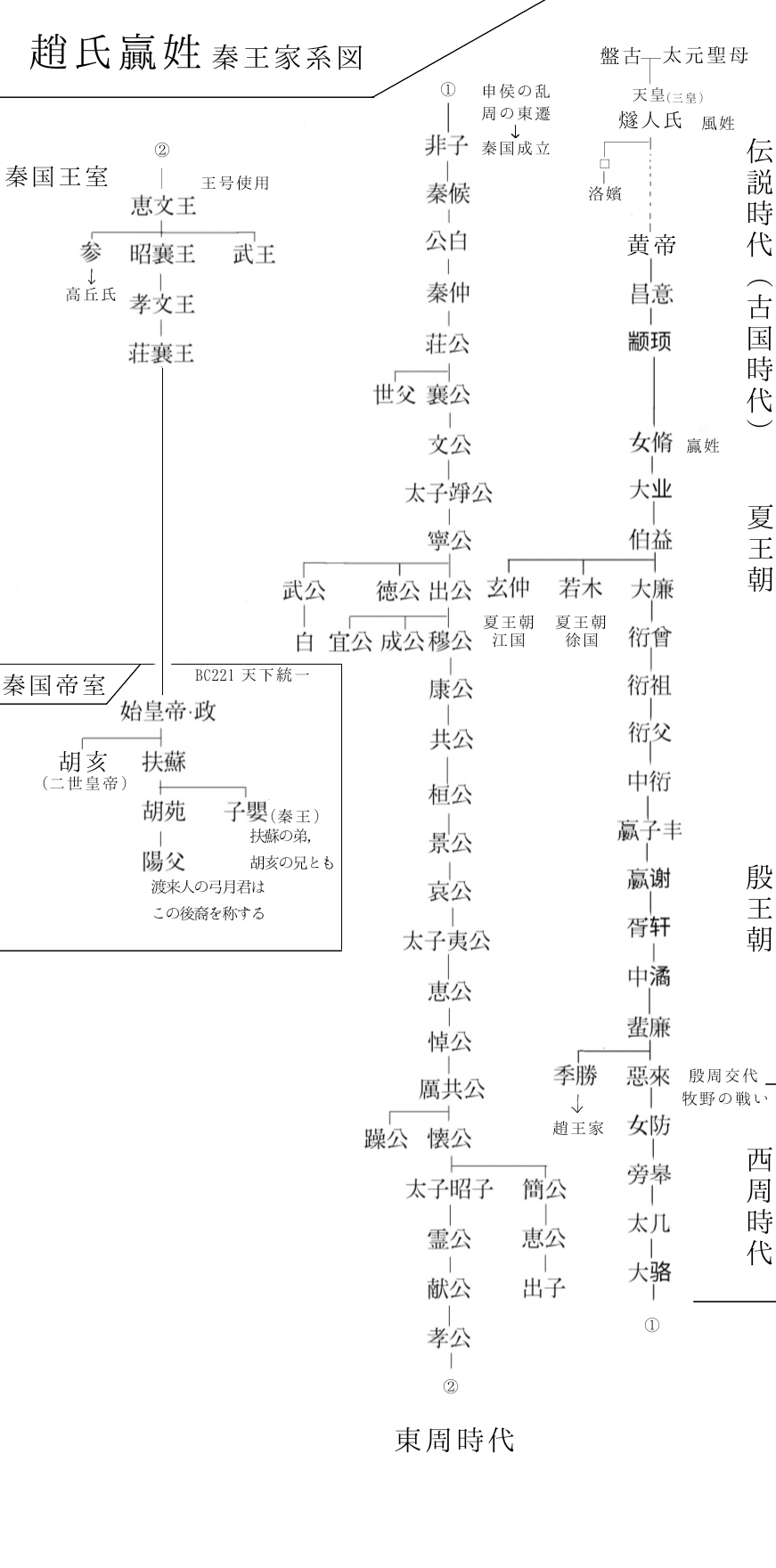
系図

若木（じゃくぼく）は、禹の治水に協力した虞（山沢を司る官）の伯益の子。東夷の徐国の始祖。

## 概要
夏は若木を徐（山東省南部）に封じたので、若木は「徐」を氏とするようになった。降って周穆王は犬戎の討伐、八匹の駿馬を得て西土漫遊などの浪費により、人心は周穆王を離れて同時代の徐偃王に集まり、徐偃王の勢力は東海に及ぶようになった。